# Макарова, Галина Климентьевна
Галина Климентьевна Мака́рова (настоящее имя — Агата; бел. Галіна Кліменцьеўна Макарава; 27 декабря 1919 — 28 сентября 1993) — советская и белорусская актриса театра и кино. Народная артистка СССР (1980).

## Биография
Родилась 27 декабря 1919 года в посёлке Старобин (ныне Солигорского района Минской области Белоруссии).
Отец, Климентий Владимирович Чехович, был офицером царской армии. В Первую мировую войну служил в ставке царя. Во время сталинских репрессий был осуждён, семье пришлось уничтожить все документы, связывающие их с именем отца. В новом паспорте девушки год рождения был указан неверно. Позже она самостоятельно вычислила, что родилась в 1916 году.
В 16 лет переехала в Минск. Работала домработницей, санитаркой. Немного позже поступила в студию Первого Белорусского драматического театра (ныне Национальный академический театр имени Янки Купалы). Во время обучения в студии актриса взяла псевдоним Галина и сменила фамилию репрессированного отца Чехович, на фамилию матери — Апанащик. В это же время увлекалась экстремальными видами спорта, конным спортом, метанием копья, а также вышиванием. В 1937 году стала чемпионкой республики по мотокроссу. Окончила студию 1938 году. В этом же году была принята в труппу этого театра.
В 1939 году актриса вышла замуж за Ивана Макарова и взяла его фамилию. Переехала с ним в Москву, затем в эвакуацию в Карелию. В 1944 году разошлась с мужем и вернулась в Минск, где снова начала играть в Белорусском драматическом театре имени Я. Купалы.
Первый успех в театре к актрисе пришёл в 1954 году, известность принесла роль Марии Кирилловны в спектакле «Извините, пожалуйста!» по пьесе А. Макаёнка. После этого в пьесах Макаёнка стала играть очень часто, некоторые роли драматург писал специально для неё.
Сниматься в кино начала с 1958 года. Её первой звёздной ролью в кинематографе стала роль Александры Матвеевны Громовой в фильме Сергея Микаэляна «Вдовы» в 1976 году.
Галина Макарова умерла 28 сентября 1993 года на своей даче под Минском от остановки сердца. Похоронена в Минске на Восточном кладбище.

### Семья
- Первый муж — Иван Макаров, военный.
  - Сын — Эдуард Иванович Макаров (1941—2018).
    - Внуки — Яна, Григорий и Иван.
- Второй муж — Павел Пекур (1909—1982), актёр.
  - Дочь — Татьяна Пекур (Костюнина) (род. 1951), режиссёр на телевидении.
    - Внучка — Анастасия Костюнина (род. 1974).
    - Внук — Егор Климович (род. 1984), актёр и режиссёр.
    - Внучка — Агата Климович (род. 1993), режиссёр документального кино.

## Награды и звания
- Заслуженная артистка Белорусской ССР (1961)
- Народная артистка Белорусской ССР (1967)
- Народная артистка СССР (1980)[3]
- Орден Ленина
- Орден Трудового Красного Знамени (1976)
- Медаль «За трудовое отличие» (25.02.1955)
- Серебряная медаль имени А. Попова (1973)

## Творчество

### Роли в театре
- «Извините, пожалуйста!» А. Макаёнка — Мария Кирилловна
- «Лявониха на орбите» А. Макаёнка — Лушка
- «Аленький цветочек» по С. Аксакову — Кикимора
- «Павлинка» Я. Купалы — Агата
- «Люди на болоте» по И. Мележу — Дятличиха
- «Вечер» А. Дударева — Ганна
- «Порог» А. Дударева — Мать
- «Последний шанс» В. Быкова — Дарья
- «Откуда грех?» А. Петрашкевича — Прасковья
- «Последний журавль» А. Жука и А. Дударева — Анна
- «Простая девушка» К. Губаревича — Дарья Прокоповна
- «На крутом повороте» К. Губаревича — Матрёна
- «Врата бессмертия» К. Крапивы — Колхозница
- «Платон Кречет» А. Корнейчука — Санитарка
- «Падь Серебряная» Н. Погодина — Таня
- «Заложники» А. Кучера — Ульяна
- «Хозяйка зимовья» А. Арбузова — Таня
- «Кто смеется последним» К. Крапивы — тетя Катя
- «Ромео и Джульетта» У. Шекспира — Кормилица
- «Святая простота» А. Макаёнка — Старуха
- «В метель» Л. Леонова — Лизавета
- «Русские люди» К. Симонова — Марфа Петровна
- «В ночь лунного затмения» М. Карима — Танкабике
- «Таблетку под язык» А. Макаёнка — Оксана Сметанкина
- «Гроза» А. Островского — Кабаниха
- «На дне» М. Горького — Квашня
- «Конец — делу венец» У. Шекспира — Старая вдова из Флоренции[4]
- «Трибунал» А. Макаёнка — Полина
- 1984 — «Вечер» А. А. Дударева — Ганна

### Роли в кино
- 1958 — Счастье надо беречь — жена Шандыбовича
- 1959 — Строгая женщина — колхозница
- 1960 — Впереди — крутой поворот — нянечка в школе
- 1960 — Весенние грозы — кассир в театральной кассе
- 1961 — Даль зовёт (киноальманах «Рассказы о юности») — тетя Паша
- 1965 — Альпийская баллада — Пелагея
- 1966 — Восточный коридор — женщина за столом
- 1967 — Запомним этот день — эпизод
- 1967 — Житие и вознесение Юрася Братчика — баба на плоту
- 1969 — Сотвори бой — эпизод (нет в титрах)
- 1970 — Озадаченный Савка (короткометражный) — Магрэта
- 1970—1972 — Руины стреляют… — женщина возле временного концлагеря (нет в титрах)
- 1971 — Полонез Огинского — эпизод
- 1972 — После ярмарки — Эльжбета
- 1972 — Перед первым снегом (короткометражный) — жена Егорыча
- 1972 — Вот и лето прошло… — бабушка Наташа
- 1973 — Хлеб пахнет порохом — эпизод
- 1974 — Сергеев ищет Сергеева — пассажирка из Мурманска
- 1975 — Дед Евсей и Палашка (короткометражный) — Пелагея Семеновна
- 1976—1978 — Время выбрало нас — Михалина
- 1976 — Вдовы — Александра Матвеевна Громова
- 1977 — Берега (киноальманах «В профиль и анфас») — эпизод
- 1978 — Прошлогодняя кадриль — бабушка
- 1978 — Молодая жена — бабушка Агаша
- 1979 — Удивительные приключения Дениса Кораблёва — тётя Маша Сивашина
- 1979 — Родное дело — Гоголиха
- 1979 — Задача с тремя неизвестными — Надя
- 1980 — Третьего не дано — эпизод
- 1980 — Последний побег — попутчица
- 1980 — Тайное голосование
- 1980 — Половодье — Барздычиха
- 1980 — Депутатский час — баба Нюра
- 1980 — Все деньги с кошельком (короткометражный) — Марья
- 1980 — Атланты и кариатиды —  Галина Кирилловна
- 1981 — Штормовое предупреждение — Макарьевна
- 1981 — Фруза — Дроздова
- 1981 — Трибунал (фильм-спектакль) — Полина
- 1981 — Последний шанс (фильм-спектакль) — пожилая женщина
- 1981 — Контрольная по специальности — эпизод
- 1981 — Комендантский час — Баба Вера
- 1981 — Командировка в санаторий — Трофимовна
- 1982 — Иван — Марья
- 1982 — Свидание — мать Клавдии
- 1982 — Однолюбы — баба Вера
- 1982 — Личные счёты — эпизод
- 1982 — Кафедра — Дарья Степановна
- 1982 — Взять живым — сиделка в госпитале
- 1982 — Варварин день — свекровь
- 1983 — Дело для настоящих мужчин — бабушка, отказывающаяся от эвакуации
- 1983 — Белые росы — Матрёна
- 1984 — Неизвестный солдат — Клавдия Григорьевна Иванцова
- 1984 — Деревья на асфальте — Анна Тимофеевна
- 1985 — Прощание славянки — Анна Ивановна
- 1985 — Противостояние — Клавдия Егоровна Ефремова
- 1985 — Не ходите, девки, замуж — бабуся-«чумичка»
- 1985 — Матрос Железняк — Мария Павловна, мать Железняка
- 1985 — Мама, я жив — Казимировна, партизанка
- 1985 — Куда идёшь, солдат? — старая женщина
- 1985 — Большое приключение — баба Вера
- 1985 — Берега в тумане — Авдотья Ефимовна
- 1986—1987 — К расследованию приступить — Клавдия Тимофеевна
- 1986 — Размах крыльев — пассажирка
- 1986 — Летние впечатления о планете Z — Мариванна
- 1986 — Где-то гремит война — бабушка
- 1987 — Осенние сны — Ганна
- 1987 — Сад желаний — бабушка
- 1987 — Хотите — любите, хотите — нет… — мать Кати
- 1988 — В связи с переходом на другую работу — Устинья Карповна
- 1988 — Передай дальше… — Бобылиха
- 1988 — Повестка в суд — бабушка
- 1988 — Семь дней Надежды — Нюра Кудряшова
- 1989 — Кому на Руси жить… — баба Маня
- 1990 — Шоколадный бунт — уборщица
- 1990 — Плач перепёлки — Титчиха
- 1991 — Выживший — бабка Маруся
- 1991 — Отдушина — мать Алевтины
- 1991 — Жансебіл — Маруся
- 1992 — Белые одежды — Прасковья
- 1992 — На тебя уповаю — Матвеевна
- 1992 — Пустельга — бабушка Шумилки
- 1993 — Лучше быть красивой и богатой — мать Эдмонтовича

### Озвучивание мультфильмов
- 1984 — Хлеб
- 1987 — Осторожно! Караси!

## Память
- В 1995 году вышла книга Олега Остапенко «З жураўлінай чарады», которая рассказывает о Галине Макаровой
- В 2009 году в честь Галины Макаровой была выпущена почтовая марка Беларуси
- В Минске, на площади Победы на доме, где жила актриса, установлена мемориальная доска.

### Фильмы об актрисе
- Документальный фильм «Королев я не играла» (1983)
- Художественно-публицистический фильм «Мама» (2009).